# Pycnospatha
Pycnospatha es un género de plantas con flores de la familia Araceae. Es originario de Indochina donde se distribuye por Camboya, Laos; Tailandia y Vietnam.

## Taxonomía
El género fue descrito por Thorel ex Gagnep. y publicado en Bulletin de la Société Botanique de France 88: 511. 1941. La especie tipo es: Pycnospatha palmata

## Especies
- Pycnospatha arietina
- Pycnospatha palmata